# EDVAC

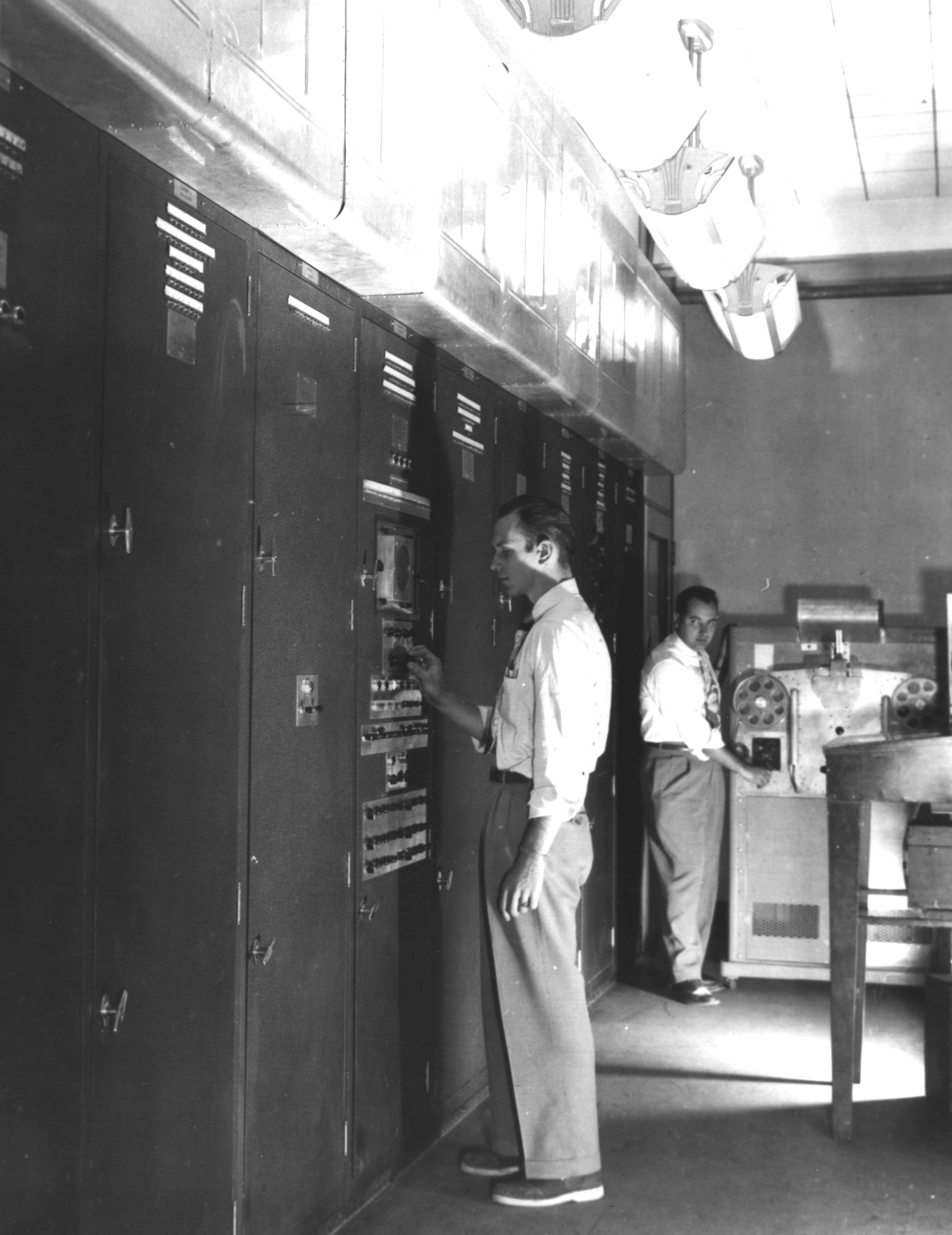
EDVAC, установленный в здании 328 Лаборатории баллистических исследований

EDVAC (Electronic Discrete Variable Automatic Computer) — одна из первых электронных вычислительных машин. В отличие от своего предшественника ЭНИАКа, это был компьютер на двоичной, а не десятичной основе. Как и ЭНИАК, EDVAC был разработан в Институте Мура Пенсильванского университета для Лаборатории баллистических исследований Армии США командой инженеров и учёных во главе с Джоном Преспером Эккертом и Джоном Уильямом Мокли при активной помощи математиков фон Неймана, Германа Голдстайна и Гарри Хаски.

## История создания
Проектирование EDVAC началось ещё до того, как была завершена работа над ЭНИАКом. Первые наброски новой машины были сделаны Эккертом в начале 1944 года. В сентябре 1944 года к команде в качестве научного консультанта присоединился Джон фон Нейман. Фон Нейман понял, какие принципиальные недостатки имеются у ЭНИАКа, и поддержал идею Экерта и Мокли о создании второй, более совершенной машины. Участие такого авторитетного учёного как фон Нейман в проекте убедило Армию США профинансировать начиная с осени 1944 года исследования и проектные работы по EDVACу.
Итог длительных плодотворных дискуссий в группе конструкторов ЭНИАКа фон Нейман подвел в мае 1945 года в рукописи под названием «Первый проект отчёта о EDVAC». В июне 1945 года фон Нейман прислал эту рукопись по почте из Лос-Аламоса, где тогда находился, Герману Голдстайну, как куратору проектов ЭНИАК и EDVAC со стороны Армии США. Герман Голдстайн, будучи сам учёным до службы в Армии США, высоко оценил научную ценность работы и, перепечатав её на 101 странице, разослал 24 копии широкому кругу учёных в научных учреждениях США и Великобритании. На копиях отчёта в качестве автора стояла только фамилия фон Неймана, создавая неверное впечатление, что именно фон Нейман является автором всех идей, изложенных в документе. В частности в отчёте упоминался принцип хранения программы в памяти компьютера вместе с данными. Компьютер EDVAC должен был стать первой машиной, реализовавшей эту идею, получившую название «архитектура фон Неймана». Этот поступок надолго испортил отношения Эккерта и Мокли с Голдстайном и фон Нейманом. Фактически широкая публикация данного документа лишала Экерта и Мокли права на патент идей, авторами которых они являлись.
Контракт W-36-034-ORD-7593 на создание нового компьютера под кодовым названием «Project PY» был подписан 12 апреля 1946 года, с начальным бюджетом в 100 000 долл. Основной проблемой при конструировании машины был баланс между надёжностью и экономией. Тем не менее, окончательная стоимость EDVAC была сравнима со стоимостью ENIAC и была немногим меньше 500 000 долл. — в пять раз выше первоначальной оценки.
22 марта 1946 года Мокли и Эккерт покинули Институт Мура из-за споров с Пенсильванским университетом и Армией США по поводу патентов на компьютеры ЭНИАК и EDVAC. В том же году проект покинули фон Нейман и Герман Голдстайн. Вместе с инженером Артуром Бёрксом они перешли в Институт перспективных исследований (IAS) Принстонского университета, где начали работать над IAS-машиной. Уход ведущих инженеров и учёных из проекта EDVAC привел к тому, что работы над EDVAC затянулись на 3 года. В результате первой машиной, реализовавшей «архитектуру фон Неймана», стал в мае 1949 года британский компьютер EDSAC.
После завершения EDVAСа Институт Мура больше не занимался созданием компьютеров.

## Технические характеристики
Законченная машина EDVAC сильно отличалась от той, что была описана в документе фон Неймана. Инженеры Школы Мура многое в EDVACе сделали по-своему, в некоторых случаях отвергнув предложения фон Неймана. Так как EDVAC строился на деньги военного ведомства и был засекречен (точно так же как ЭНИАК в своё время), многие, не видя реальной машины, судили об EDVACе по отчёту фон Неймана, который получил широкое распространение. Из-за этого в исторической литературе возникла путаница с ключевыми характеристиками компьютера.
Компьютер использовал двоичную систему счисления, располагал встроенными операциями сложения, вычитания и умножения, а также программной реализацией деления; объём памяти составлял 1000 44-разрядных слов (позже дополнен до 1024 слов, что даёт 5,5 килобайт в современной терминологии). Формат команды: четырёхадресный - два адреса источников, адрес записи результата и адрес следующей команды.
Физически, компьютер состоял из следующих компонентов:
- устройство чтения/записи с магнитной ленты;
- контролирующее устройство с осциллографом;
- устройство-диспетчер, принимающее инструкции от контролирующего устройства и из памяти и направляющее их в другие устройства;
- вычислительное устройство, выполняющее за раз одну арифметическую операцию над парой чисел и посылающее результат в память;
- таймер;
- устройство памяти, состоящее из двух наборов по 64 ртутных акустических линий задержки, в каждой линии хранилось по 8 слов;
- три временных регистра, в каждом из которых хранилось одно слово.

Время операции сложения — 864 микросекунды, умножения — 2900 микросекунд (2,9 миллисекунды).
Компьютер состоял из 3563 электровакуумных ламп 19 различных типов, 8000 диодов, примерно 5500 конденсаторов, 12000 резисторов и потреблял 50 кВт энергии. Занимаемая площадь — 45,5 м², масса — 7850 кг. Полный состав обслуживающего персонала — 30 человек на каждую 8-часовую смену.

## Использование
EDVAC был поставлен Баллистической лаборатории в августе 1949 года. После устранения неисправностей компьютер окончательно заработал в 1951 году и проработал до 1961 года, когда он был заменён на более совершенную машину BRLESC.